# Марков, Николай Иванович (футболист)
Николай Иванович Марков (18 января 1936, Казань — 22 августа 2020, Казань) — советский футболист и игрок в хоккей с мячом, левый защитник. Сыграл более 350 матчей за казанский «Рубин». Мастер спорта СССР.

## Биография
Воспитанник спортивной секции казанского стадиона «Спартак», тренер — Константин Сундатов. В детстве и юности занимался не только футболом, но и хоккеем с мячом, где и начал делать первые шаги во взрослом спорте в местной команде «Крылья Советов». В 1956—1958 годах во время службы в армии играл в футбол и хоккей с мячом за ОДО (Петрозаводск).
В 1959 году вернулся в Казань и присоединился к местной команде «Искра» (позднее переименована в «Рубин»). Практически сразу пробился в основной состав и занял место левого защитника. В течение 11 сезонов был капитаном команды. За это время сыграл 357 матчей в первенствах СССР в первой и второй лигах, а во всех турнирах — 386 матчей. По числу матчей за «Рубин» в чемпионате занимает третье место за всю историю клуба, а с учётом кубковых матчей — второе место, уступая только Валерию Мартынову (408). В 1965 году со своим клубом стал серебряным призёром первенства РСФСР среди команд класса «Б».
После окончания игровой карьеры много лет работал начальником команды «Рубин», некоторое время занимал пост тренера. Позднее работал преподавателем физкультуры в средней школе.